# Yang Xiao
Yang Xiao (chiń. 楊曉 ur. 6 marca 1964) – chińska wioślarka. Dwukrotna medalistka olimpijska z Seulu.
Zawody w 1988 były jej drugimi igrzyskami olimpijskimi, debiutowała w 1984. Wywalczyła dwa medale, srebro w czwórce ze sternikiem oraz brąz w ósemce. W dwójce bez sternika triumfowała na igrzyskach azjatyckich w 1986.